# Deštná u Jindřichova Hradce

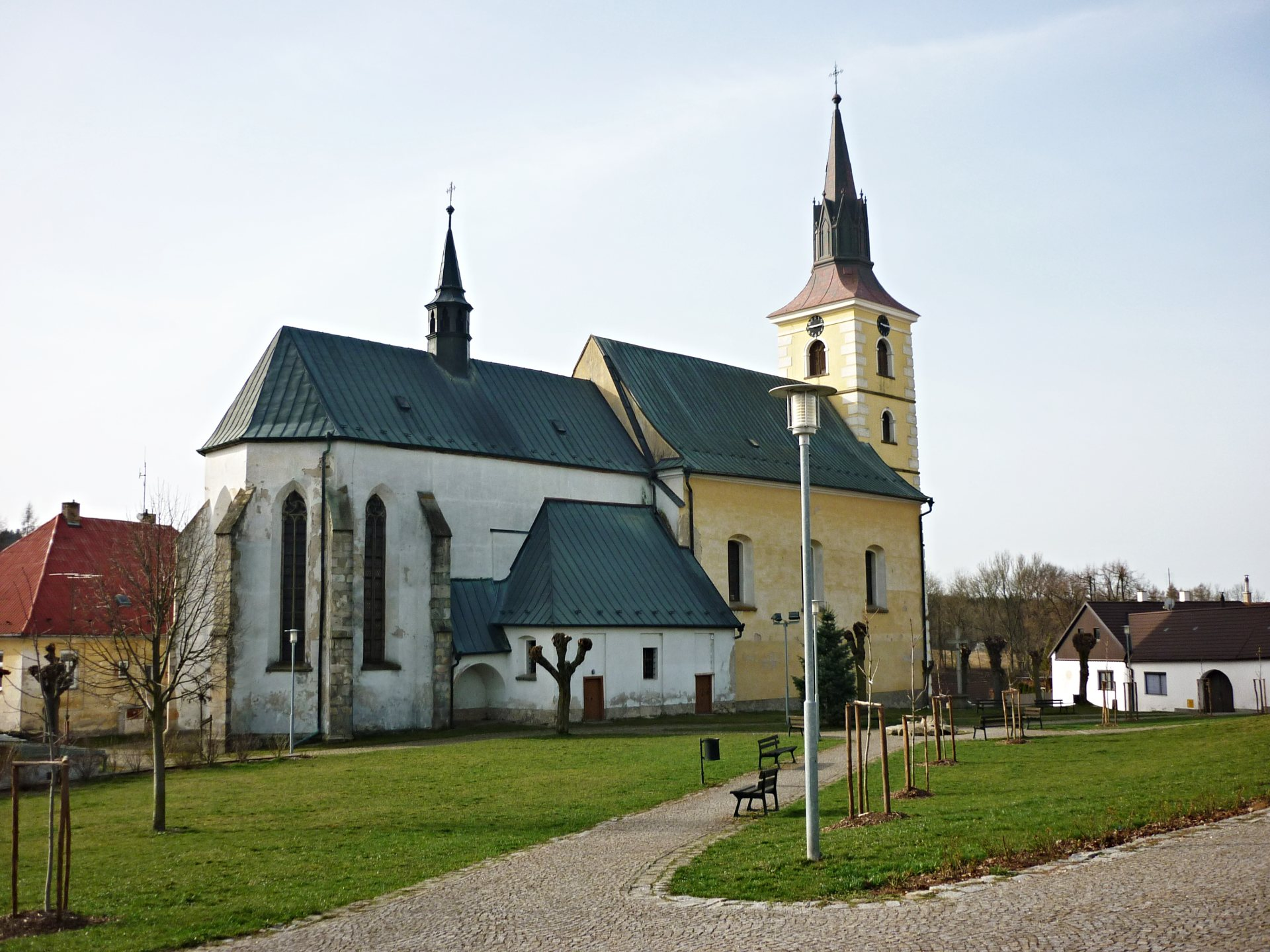
Kirche des Hl. Otto von Bamberg

Deštná (deutsch Deschna) ist eine Stadt mit rund 763 Einwohnern (Stand: 2021) in Tschechien. Sie liegt 15 Kilometer nordwestlich von Jindřichův Hradec und gehört zum Okres Jindřichův Hradec.

## Geographie
Deštná befindet sich im Süden der Böhmisch-Mährischen Höhe an der Einmündung des Březinský potok in den Deštenský potok (Direnský potok). Die Stadt ist von Hügeln umgeben, von denen der 692 m hohe Najdecké Čihadlo im Südosten die höchste Erhebung ist.
Nachbarorte sind Březina und Drunče im Norden, Světce im Nordosten, Nedbalov und Horní Radouň im Osten, Najdek und Lodhéřov im Südosten, Mostečný im Süden, Jižná und Červená Lhota im Südwesten, Vícemil im Westen sowie Nový Dvůr und Lipovka im Nordwesten.

## Geschichte
Das Gebiet gehörte bis zu deren Vernichtung im 10. Jahrhundert zum Herrschaftsgebiet der Slawnikiden. Im 12. Jahrhundert war es im Besitz von Witiko von Prčice. Um 1250 entstand die Kirche des Heiligen Otto.
Erstmals urkundlich erwähnt wurde der Markt Deštná in einer Urkunde Ulrichs II. von Neuhaus aus dem Jahre 1294. 1364 kauften die Brüder Peter II., Ulrich I., Jobst I. und Johann I. von Rosenberg den Ort und verliehen ihm ein Wappen. Deštná wurde Teil der Herrschaft Choustník, zu der es bis ins 16. Jahrhundert gehörte. Während der Herrschaft der Rosenberger wuchs der Ort und die Kirche St. Otto erhielt ihr gotisches Presbyterium. 1418 erteilte Ulrich II. von Rosenberg dem Markt Stadtrechte und seit dieser Zeit wurden die ersten Stadtbücher geführt. In den Hussitenkriegen wurde die Stadt gebrandschatzt.
1531 gelangten die Deštnáer Güter als Pfand an die Herren von Neuhaus. Peter Wok von Rosenberg löste das Pfand 1581 wieder ein und holte das Städtchen zu seiner Herrschaft Choustník zurück. 1596 musste der verschuldete Peter Wok Deštná zusammen mit Březina und Višňová verkaufen. Neuer Besitzer wurde Wilhelm Ruth von Dírná, der 1597 die Herrschaft Nové Lhoty Červené errichtete. 1599 wurde eine Quelle entdeckt, deren Wasser wundertätige Wirkungen zugeschrieben wurden. Neben der Quelle entstand 1602 die Kirche Johannes des Täufers und im Laufe des 17. Jahrhunderts wurde ein Bad errichtet, das nach der Rekatholisierung Ziel von Wallfahrten wurde. Bis zur Ablösung der Patrimonialherrschaften im Jahre 1848 gehörte Deštná zur Herrschaft Červená Lhota.
Nach der Schlacht am Weißen Berg wurde der Besitz Ruths konfisziert und der kaiserliche Heerführer Balthasar de Maradas erhielt Červená Lhota. Marasas verkaufte die Herrschaft an den kaiserlichen Rittmeister und Garnisonskommandanten von Neuhaus, Antonio de Bruccio. Unter Bruccio nahm der Badebetrieb an der Heilquelle einen Aufschwung. 1638 hinterließ er der Kirche Johannes des Täufers 300 Gulden.
Neuer Besitzer wurde Wilhelm Slawata. Unter den Slawata wurden die Privilegien der Stadt erweitert; hinzu kamen unter anderem der Salzhandel und der Weinschank im Rathaus. Die Slawata trugen 1687 die Kosten für den Anbau eines Kirchturmes an die Kirche St. Otto. Nach dem Aussterben der Slawata im Mannesstamme erwarb 1693 Ernst Friedrich Graf zu Windisch-Graetz den Besitz. 1755 erwarb ihn Franz de Paula, Freiherr de Gudenus.
1774 brach ein Stadtbrand aus, der den größten Teil von Deštná in Schutt und Asche legte. Dabei verbrannten die Kirchenbücher und die Kirchenglocken schmolzen. 1796 erwarb der schlesische Adlige Ignaz Freiherr von Stillfried das Städtchen. In seinem Gefolge kamen die Seilerfamilie Klik und Stillfrieds Diener, die sich auf den Ländereien des Neuhofes ansiedeln konnten. Ihre Nachkommen erweiterten die Ansiedlung und es entstand das Dorf Stillfriedsdorf.
Im Neuhof beherbergte Stillfried den schwerkranken und mittellosen Komponisten Carl Ditters von Dittersdorf von 1796 bis zu dessen Tode im Jahre 1799.
Nach den Stillfried folgte 1820 Theresia Veith und seit 1835 die Fürsten zu Schönburg. Nach der Ablösung der Patrimonialherrschaften wurde Deštná selbstständige Stadt. Nach dem Zweiten Weltkrieg verlor der Ort seine Stadtrechte.
Seit dem 10. Oktober 2006 ist Deštná wieder eine Stadt.

## Gemeindegliederung
Die Stadt Deštná besteht aus den Ortsteilen Deštná (Deschna) und Lipovka (bis 1949: Štilfrýdov, deutsch Stillfriedsdorf), die zugleich Katastralbezirke bilden. Zu Deštná gehören außerdem die Einschichten Novákova Cihelna und Nový Dvůr (Neuhof).

## Sehenswürdigkeiten
- Kirche des Hl. Otto von Bamberg, der um 1250 errichtete, ursprünglich romanische Bau erhielt durch spätere Umbauten seine heutige klassizistische Gestalt
- Kirche Johannes des Täufers, errichtet 1602 an der wundertätigen Quelle
- Pfarrhaus, Renaissancebau aus dem 17. Jahrhundert
- Kapelle mit Sühnestein
- Barocker Brunnen
- Säule mit Engelsstatue, errichtet 1888
- Seilereimuseum, 1998 in der früheren Seilerei Klik eingerichtet
- Wasserschloss Červená Lhota, dreieinhalb Kilometer südwestlich der Stadt im Tal des Direnský potok

## Persönlichkeiten
- Carl Ditters von Dittersdorf (1739–1799), lebte von 1796 bis zu seinem Tode auf dem Neuhof